# Чудинково (Псковский район)
Чудинково — деревня в Карамышевской волости Псковского района Псковской области России.

## География
Расположена в 1 км к востоку от деревни Большое Загорье, в 17 км к северо-востоку от волостного центра, села Карамышево, и в 33 км к востоку от Пскова.

## Население
| 2001 | 2002 | 2010 |
| ---- | ---- | ---- |
| 66   | ↘63  | ↘56  |

## История
До 1 января 2010 года деревня входила в состав ныне упразднённой Большезагорской волости.